# Joey
Joey, desprins din sitcom-ul Friends, este un sitcom american produs de televiziunea NBC. S-a întins pe două sezoane, între anii 2004 și 2006, având 46 de episoade. Rolurile principale au fost jucate de Matt LeBlanc, Drea de Matteo, Paulo Costanzo, Andrea Anders, și Jennifer Coolidge.

## Personaje principale
- Matt LeBlanc ca Joey Tribbiani
- Paulo Costanzo ca nepotul lui Joey, Michael Tribbiani
- Drea de Matteo ca sora atractivă a lui Joey, Gina Tribbiani
- Andrea Anders ca vecina lor, Alexis "Alex" Garrett
- Jennifer Coolidge ca agentul lui Joey, Roberta "Bobbie" Morganstern
- Miguel A. Núñez Jr. ca Zach Miller, un actor prieten cu Joey

## Episoade

### Sezonul 1
| Episod | Titlu                             | Difuzare inițială  |
| ------ | --------------------------------- | ------------------ |
| 1      | "Pilot"                           | 8 septembrie 2004  |
| 2      | "Joey and the Student"            | 16 septembrie 2004 |
| 3      | "Joey and the Party"              | 23 septembrie 2004 |
| 4      | "Joey and the Book Club"          | 30 septembrie 2004 |
| 5      | "Joey and the Perfect Storm"      | 7 octombrie 2004   |
| 6      | "Joey and the Nemesis"            | 14 octombrie 2004  |
| 7      | "Joey and the Husband"            | 21 octombrie 2004  |
| 8      | ""Joey and the Dream Girl Part 1" | 4 noiembrie 2004   |
| 9      | "Joey and the Dream Girl Part 2"  | 11 noiembrie 2004  |
| 10     | "Joey and the Big Audition"       | 18 noiembrie 2004  |
| 11     | "Joey and the Road Trip"          | 2 decembrie 2004   |
| 12     | "Joey and the Plot Twist"         | 9 decembrie 2004   |
| 13     | "Joey and the Taste Test"         | 6 ianuarie 2005    |
| 14     | "Joey and the Premiere"           | 13 ianuarie 2005   |
| 15     | "Joey and the Assistant"          | 20 ianuarie 2005   |
| 16     | "Joey and the Tonight Show"       | 3 februarie 2005   |
| 17     | "Joey and the Valentine's Date"   | 10 februarie 2005  |
| 18     | "Joey and the Wrong Name"         | 17 februarie 2005  |
| 19     | "Joey and the Fancy Sister"       | 24 februarie 2005  |
| 20     | "Joey and the Neighbor"           | 24 martie 2005     |
| 21     | "Joey and the Spying"             | 21 aprilie 2005    |
| 22     | "Joey and the Temptation"         | 5 mai 2005         |
| 23     | "Joey and the Breakup"            | 12 mai 2005        |
| 24     | "Joey and the Moving In"          | 12 mai 2005        |

### Sezonul 2
| Episod | Titlu                                | Difuzare inițială                  |
| ------ | ------------------------------------ | ---------------------------------- |
| 1      | "Joey and the Big Break Part 1"      | 22 septembrie 2005                 |
| 2      | "Joey and the Big Break Part 2"      | 22 septembrie 2005                 |
| 3      | "Joey and the Spanking"              | 29 septembrie 2005                 |
| 4      | "Joey and the Stuntman"              | 6 octombrie 2005                   |
| 5      | "Joey and the House"                 | 13 octombrie 2005                  |
| 6      | "Joey and the ESL"                   | 20 octombrie 2005                  |
| 7      | "Joey and the Poker"                 | 3 noiembrie 2005                   |
| 8      | "Joey and the Sex Tape"              | 10 noiembrie 2005                  |
| 9      | "Joey and the Musical"               | 17 noiembrie 2005                  |
| 10     | "Joey and the Bachelor Thanksgiving" | 24 noiembrie 2005                  |
| 11     | "Joey and the High School Friend"    | 8 decembrie 2005                   |
| 12     | "Joey and the Tijuana Trip"          | 15 decembrie 2005                  |
| 13     | "Joey and the Christmas Party"       | 15 decembrie 2005                  |
| 14     | "Joey and the Snowball Fight"        | 7 martie 2006                      |
| 15     | "Joey and the Dad"                   | 18 aprilie 2006 (în America Latină |
| 16     | "Joey and the Party for Alex"        | 9 mai 2006 (în America Latină)     |
| 17     | "Joey and the Big Move"              | 16 mai 2006 (în America Latină)    |
| 18     | "Joey and the Beard"                 | 23 mai 2006 (în America Latină)    |
| 19     | "Joey and the Critic"                | 6 iunie 2006 (în Irlanda)          |
| 20     | "Joey and the Actor's Studio"        | 28 iunie 2006 (în Irlanda)         |
| 21     | "Joey and the Holding Hands"         | 30 mai 2006 (în America Latină)    |
| 22     | "Joey and the Wedding"               | 23 august 2006 (în America Latină) |